# Beit el-Wali
Beit el-Wali är ett forntida egyptiskt tempel i Nubien som byggdes av farao Ramses II och tillägnades gudarna Amun-Re, Ra-Harakhte, Khnum och Anuket. Det var det första av en serie tempel byggda av Ramses II i denna region; dess namn Beit el-Wali betyder 'Den heliga mannens hus' och kan vara ett tecken på att templet användes av en kristen eremit en gång i tiden. Under bygget av Assuandammen på 1960-talet flyttades templet till Nya Kalabsha 50 km söder om Assuan. Denna flytt var koordinerad av ett lag med polska arkitekter och finansierades av ett schweiziskt respektive amerikanskt institut.

## Politisk historia
De nubiska templen som byggdes av Ramses II (exempelvis Wadi es-Sebua, Beit el-Wali och Abu Simbel), utgjorde delar av en statlig finansieringspolitik för att upprätthålla Egyptens kontroll över området. Under Nya rikets tid styrdes Nubien inte bara av Egyptiska tjänstemän utan var också föremål för:
"en medveten politik för en ackulturation, med intentionen att bryta ned den Nubiska identiteten. Många ledande nubier var utbildade i Egypten och antog egyptisk klädsel, begravningstraditioner och religion. De talade det egyptiska språket och ändrade till och med sina namn till egyptiska namn. Templens dekorationer var i viss utsträckning kunglig propaganda avsedd att förödmjuka lokalbefolkningen."

## Templets arkitektur och dekorationer

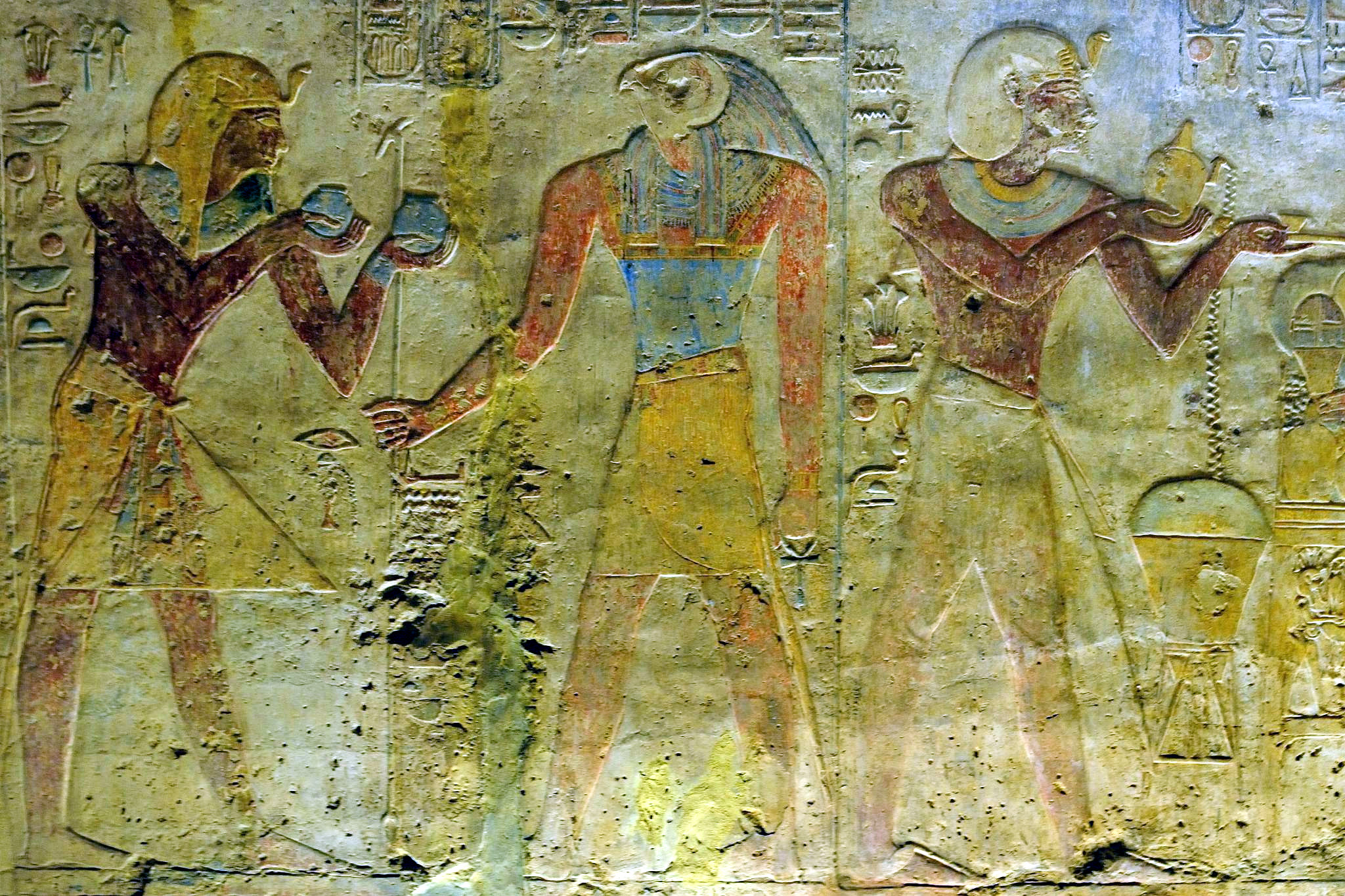
Väggrelief med Ramses II offrande till Horus i templet Beit el-Wali

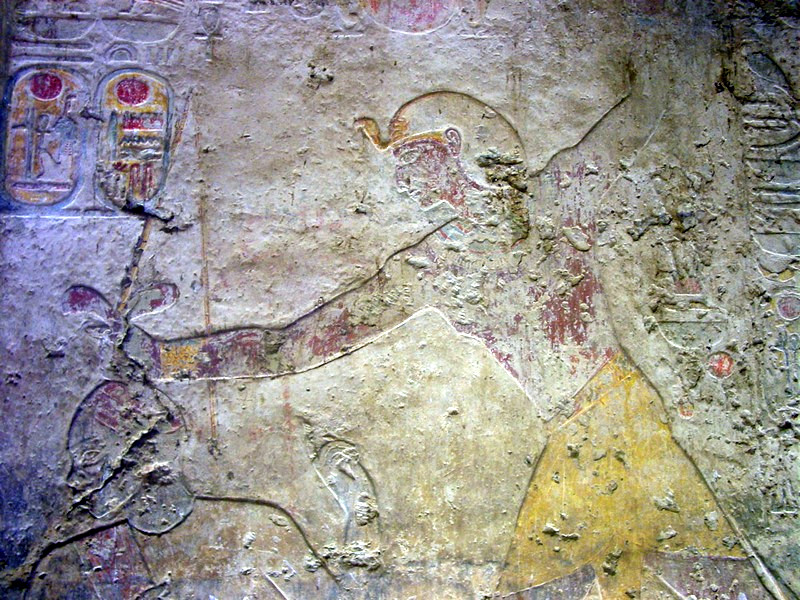
Relief av Ramses II som slår en fiende till Egypten

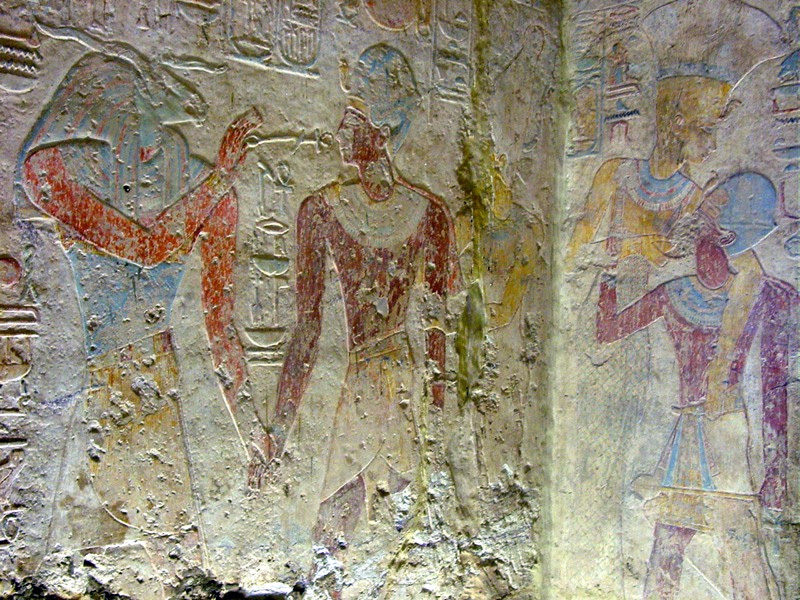
Relief av Ramses II ammande Anuket och erbjuden livet av Khnum

Det finns en stor mängd ursprunglig färg kvar i de inre delarna av templet även om målningarna tyvärr försvunnit från de mer intressanta historiska scenerna på förgården. Nära mitten av södra väggen av templet avbildas Ramses II när han ger sig in i ett slag mot nubierna där också hans två yngre söner Amun-her-khepsef är med. I nästa reliefscen, : "Ramses på tronen, får Nubiens tribut. I det övre delen, Ramses presenterar Ramses äldste son och vicekungen Amenemope tributprocessionen. Vicekungen belönas för sina ansträngningar med kragar av guld."
"En målad avgjutning från en väggrelief" i templet Beit el-Wali illustrerar rikedomen av exotiska produkter som egyptierna fick tag på genom handel eller som tribut av kushiterna; här får farao "leopardhudar, giraffsvansar, giraffer, apor, leoparder, boskap, antiloper, gaseller, lejon, strutsfjädrar och ägg, ebenholts, elfenben, fläktar, kulor, sköldar gjorda av djurhudar och guld." Några av nubierna som är delar av tributen "skulle komma att tas till Egypten för att arbeta med kungens byggnadsprojekt, fungera som poliser eller rekryteras till armen för tjänstgöring i  Syrien." Det övergripande temat i den egyptiska militärframgången är även inhamrat på den motsatta väggen. Här visas Ramses II:s triumferande fälttåg i Libyen och Syrien: han porträtteras trampande på sina fiender och håller andra "i sina hår med sin vänstra hand medan han förgör dem med sin högra."
Temat med Ramses mäktighet följer också med in i templets inre där fler dräpningsscener finns på väggarna i vestibulen. Härifrån visas Ramses II som en from härskare som tillber olika gudomar; intill dörröppningen som går in i helgedomen "finns nischer med statyer av kungen med Isis och Horus till vänster och Khnum och Anuket till höger. Dessa var Elefantins och den första kataraktens gudar."  Farao avbildas presenterande vinurnor till Khnum. Gudomen Anuket ger Ramses flera jubileum. Helgedomen har 3 ur berget huggna kultbilder som kanske avbildar Amun, Ptah och Ramses II. De mest slående scenerna finns på gångens sidor där Ramses visas som barn diande Isis och Anuket; statynischen förstördes dock någon gång, kanske under tiden då den användes som kyrka. The exquisite reliefs of Beit el-Wali and its unusual plan differentiates it from later temples by this pharaoh which are located further south in Nubia.
Beit el-Wali är litet tempel, byggt med en symmetrisk plan. Den består av en förgård, ett anterum med två kolonner och en helgedom huggen ur berget, med undantag för ingången och dörröppningen. Framför templet stod en pylon.
I början av den koptiskt kristna perioden användes templet som kyrka. Många tidiga resenärer besökte templet, dess arkitektoniska och konstnärliga detaljer publicerades av Günther Roeder in 1938.